# Deep-Space-Station

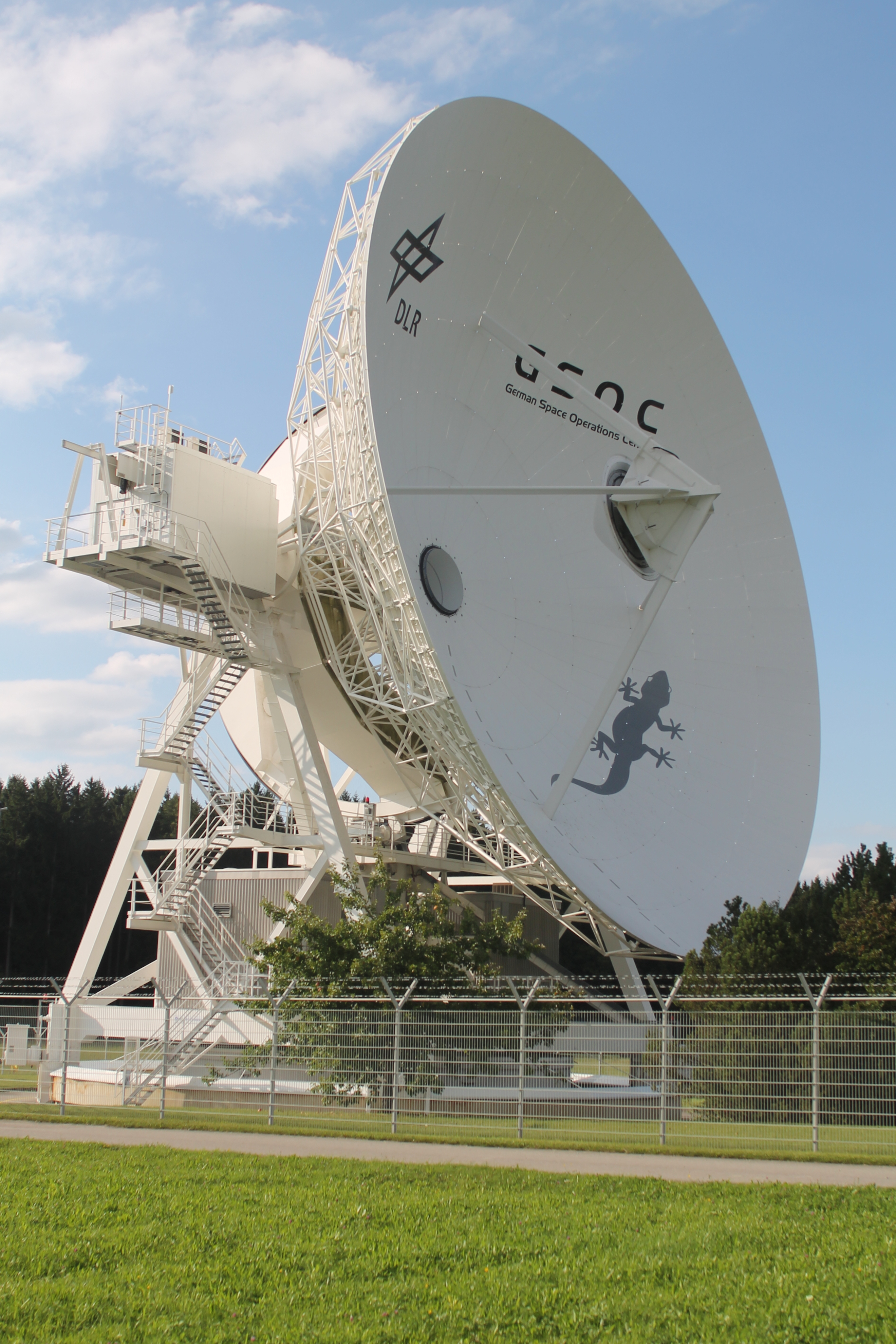
30-Meter-Deep-Space-Antenne der DLR in Weilheim. Für die Helios-Raumsonden war sie in das DSN integriert, heute bei Bedarf von der ESA genutzt.

Eine Tiefraumstation oder Deep-Space-Station ist eine Anlage, die der Kommunikation einer Weltraumorganisation mit weit entfernten Raumfahrzeugen dient. Im Vergleich zu einer allgemeinen Erdfunkstelle oder Bodenstationen für die Satellitenkontrolle verfügt sie über deutlich größere Antennen mit starker Richtwirkung, stärkere Sender und empfindlichere, oft auch gekühlte und meist schmalbandige Empfänger. Die großen und schweren Parabolantennen bewegen sich nur langsam, zumeist entsprechend der Erddrehung, und können in den meisten Fällen nicht für schnelles Tracking von erdnahen Satelliten eingesetzt werden.
Einige Anlagen für die Radioastronomie haben die notwendigen großen Parabolantennen und können damit auch die Signale von diesen Raumfahrzeugen empfangen und weiterleiten, verfügen aber nicht über eigene Sender.

## Betrieb
Die technischen Anlagen einer Deep-Space-Station richten sich in Art und Umfang nach den Bedürfnissen der unterstützten Weltraummissionen und sind Bestandteil der Missionsplanung. Die Anlagen müssen so eingerichtet werden, dass die Missionen auch unter ungünstigen Bedingungen ihre Daten erfolgreich übertragen können und der Ausfall einzelner Komponenten nicht den Erfolg für eine gesamte Mission gefährdet. Zusätzlich benötigte Technik ist ein Faktor bei den Gesamtkosten für eine interplanetare Mission und man ist bestrebt, diese Technik für möglichst viele Missionen zu nutzen. Die Kosten für den Bau, Betrieb und Unterhalt von Deep-Space-Stationen sind zumeist anteilig in den Missionskosten enthalten.
Der Betrieb einer Deep-Space-Station unterliegt verschiedenen nationalen und internationalen Regulierungen und muss genehmigt und zertifiziert werden. Die stark gebündelten Mikrowellen können Umweltschäden verursachen oder sogar tödlich sein, wenn sie in wenigen Kilometern Entfernung direkt auf die Erde, eine Person oder ein Flugzeug treffen. Zur Sicherheit dürfen die Schüsseln im Betrieb eine bestimmte Elevation nicht unterschreiten, auch die maximale Sendeleistung oder die nutzbaren Frequenzbänder können beschränkt werden. Im Umkreis um die Station wird oft eine Flugverbotszone oder ein militärisches Sperrgebiet oder eine Schutzzone funktechnischer Anlagen eingerichtet.
Verschiedene Weltraumagenturen haben sich im Consultative Committee for Space Data Systems zusammengeschlossen und schaffen gemeinsame Standards, die den Datenaustausch zwischen den verschiedenen Weltraumagenturen ermöglichen. Somit kann prinzipiell jede Deep-Space-Station mit jeder Weltraumagentur und jedem Missionszentrum Daten austauschen, solange sie den vereinbarten Standards entspricht, egal welche Technik dafür eingesetzt wird. Die Standards werden bei Bedarf auch gemeinsam weiterentwickelt.

## Definitionen von Deep Space
Nach der Definition der Internationalen Fernmeldeunion ist Deep Space der Weltraum in mehr als 2 Millionen km (ca. 0,01 AE) Entfernung von der Erdoberfläche. Das entspricht ungefähr dem Bereich, in dem das Schwerefeld der Erde nicht mehr vorherrschend ist. Missionen zum Mond und zu den Lagrange-Punkten L1 und L2 mit Entfernungen von 1,5 Millionen km fallen nach dieser Definition nicht in diese Kategorie.
Das Deep Space Network der NASA benutzte den Begriff auch für Entfernungen ab 16.000 bis 32.000 km von der Erde, was weniger als der Entfernung von geostationären Satelliten entspricht, die in 35.800 bis 41.700 km Höhe stationiert sind.
Nach chinesischer Definition ist alles jenseits von 80.000 km Deep Space, das entspricht dem Weltraum jenseits des Bereichs, in dem Erdsatelliten unterwegs sind.
Trotz diesen begrifflichen Abgrenzungen werden Deep-Space-Stationen nicht nur für interplanetare Missionen, sondern abweichend davon regelmäßig zur Kommunikation mit geostationären Satelliten, für Mondmissionen und Missionen zu den Lagrangepunkten eingesetzt.
| Band    | Erdferne Frequenzen für mehr als 2 Millionen km Entfernung | Erdferne Frequenzen für mehr als 2 Millionen km Entfernung | Erdnahe Frequenzen für weniger als 2 Millionen km Entfernung | Erdnahe Frequenzen für weniger als 2 Millionen km Entfernung |
| Band    | Senden (Erde an Raumfahrzeug)                              | Empfangen (Raumfahrzeug an Erde)                           | Senden (Erde an Raumfahrzeug)                                | Empfangen (Raumfahrzeug an Erde)                             |
| ------- | ---------------------------------------------------------- | ---------------------------------------------------------- | ------------------------------------------------------------ | ------------------------------------------------------------ |
| S-Band  | 2,110–2,120                                                | 2,290–2,300                                                | 2,025–2,110                                                  | 2,200–2,290                                                  |
| X-Band  | 7,145–7,190                                                | 8,400–8,450                                                | 7,190–7,235                                                  | 8,450–8,500                                                  |
| K-Band  |                                                            |                                                            | 22,550–23,150                                                | 25,500–27,000                                                |
| Ka-Band | 34,200–34,700                                              | 31,800–32,300                                              |                                                              |                                                              |

## Standortfaktoren

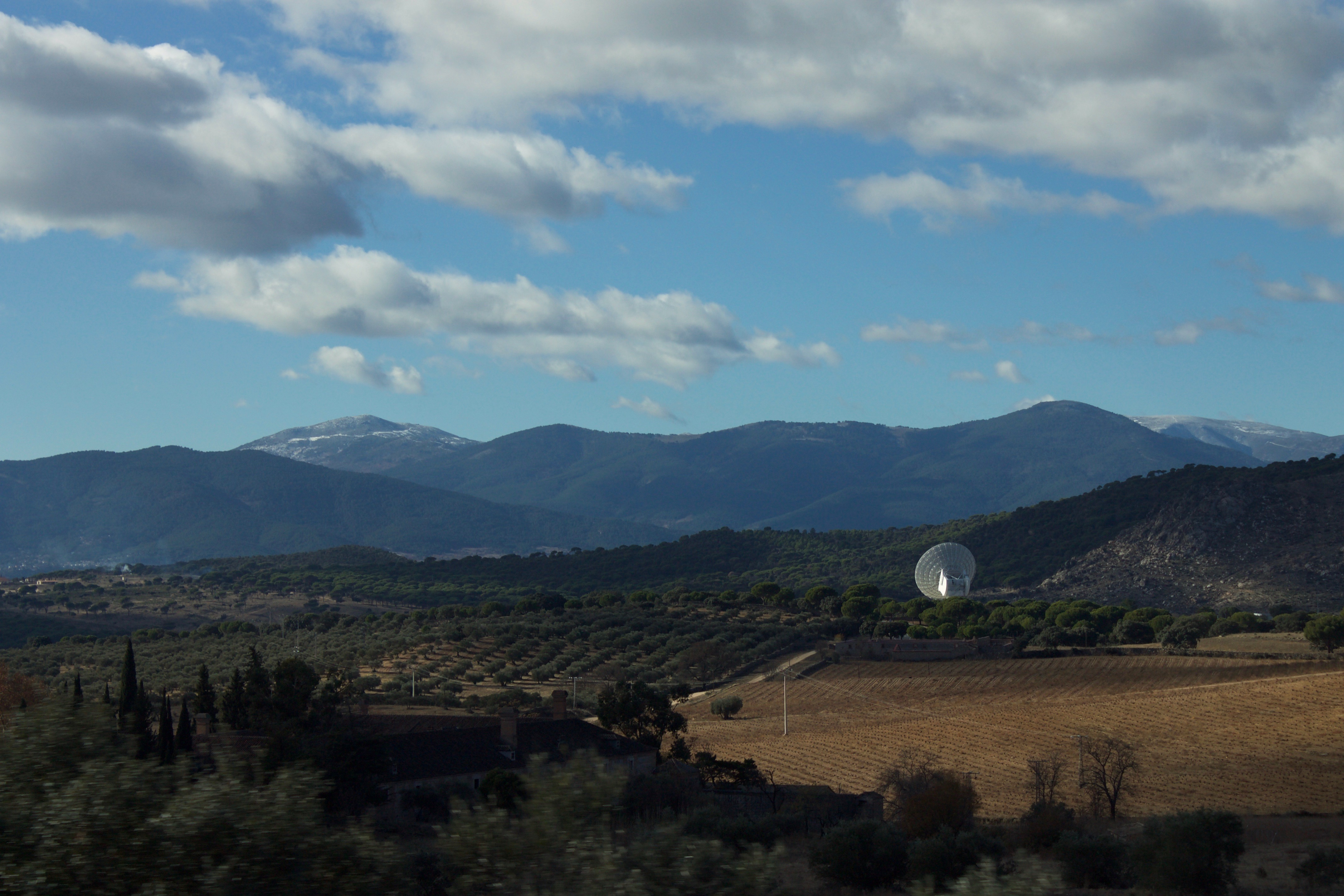
Die Muldenlage der ESTRACK-Station in Cebreros schützt die Antenne vor unerwünschter Radioeinstrahlung und vor Sturm

Für die Einrichtung einer solchen Station werden bestimmte Standortfaktoren bevorzugt, nicht immer lassen sich alle Bedingungen erfüllen:
- Lage in einer Talmulde
- entfernt oder durch Landhöhen abgeschirmt von menschlichen Radioquellen, Populationszentren, Hauptverkehrsadern, Hochspannungstrassen und Industrieanlagen als Quellen von elektromagnetischen Störungen
- entfernt von häufig genutzten Flugrouten und starkem Flugverkehr
- geologische Stabilität der Region: keine starke Bewegung der Erdkruste, keine Erdbebenzone oder Plattengrenze in der Nähe
- tragfähiger Baugrund
- stabile Wetterbedingungen mit wenig Regen, nicht in Gebieten mit Salzwassernebel, häufigen Stürmen oder Wetterextremen. Antennen in kalten Gegenden können mit einer Heizung gegen Schnee und Eisablagerungen auf dem Hauptspiegel ausgestattet sein.
- Infrastrukturen wie Stromnetz, Straßenanschluss, Wasserversorgung, Flugplatz, Internetverbindungen, Zugang für Schwerlastverkehr während Bauphasen
- qualifiziertes Personal zum Bau und Unterhalt vor Ort verfügbar
- Möglichkeiten zur späteren Erweiterung
- Aufgrund der internationalen Verflechtung ist die politische Stabilität und die Qualität der internationalen Beziehungen ein Faktor.

Ein möglicher Standort wird im Vorfeld mit mobilen Messstationen auf den Einfluss von Störquellen untersucht. Für eine lückenlose Himmelsabdeckung rund um die Uhr sind mindestens drei solcher Stationen verteilt über den Erdball erforderlich. Anfangs verfügte nur die NASA mit dem DSN über ein solches Antennennetz. Seither erschuf auch die ESA mit ESTRACK ein solches Netz. Das Chinesische Deep-Space-Netzwerk erreicht dank einer Station in Argentinien eine Himmelsabdeckung von 90 %. Die Weltraumagenturen unterstützen sich jedoch durch verschiedene Verträge und Abkommen gegenseitig, so dass auch auf diese Weise eine Abdeckung gesichert werden kann. 

## Einrichtungen
Einrichtungen, die sich typischerweise am Standort einer Deep-Space-Station finden:
- Mindestens eine leistungsfähige Parabolantenne, zumeist zwischen 30 und 70 Metern Durchmesser. Auch Antennen mit kleineren Durchmessern können Signale empfangen, erreichen aber dabei nicht immer den benötigten Rauschabstand bzw. die benötigte Datenrate. Sie können zugeschaltet werden, um die Datenrate zu verbessern. In der Vergangenheit wurden 26-Meter-Antennen für Mond- und Lagrange-Missionen eingesetzt, inzwischen haben sich für neue Stationen ca. 35 Meter Durchmesser etabliert. Mehrere kleine Antennen können in einem Array zusammengeschaltet eine große Antenne ersetzen, sind dabei flexibler und kostengünstiger im Bau, Betrieb und Unterhalt.
- Empfänger, oft für mehrere Frequenzbänder, jeweils zugeschnitten auf die unterstützten Missionen. Häufig sind auch gekühlte Empfänger.
- Sender mit einer Leistung zwischen 2 kW und 400 kW. Zusätzliche schwächere Sender nur für erdnahe Kommunikation sind möglich. Anlagen mit Ausrüstung für Radarastronomie können Sender mit weit stärkeren, gepulsten Signalen besitzen. Anfang der 2020er Jahre sind Sender mit 20 kW Sendeleistung und ein schwächerer Sender von 2 kW für Kommunikation in Erdnähe die Standardausstattung für eine vollwertige Deep-Space-Station. Diverse Ausbauprogramme der ESA und NASA sehen ab ca. 2025 neue Sender mit variabler Ausgangsleistung bis 80 oder 100 kW vor. Für die tatsächliche Signalstärke am Raumfahrzeug spielen außer der Sendeleistung auch die Größe des Hauptspiegels, die Präzision des Spiegelgeometrie, die Ausrichtungsgenauigkeit und der Öffnungswinkel eine Rolle, ebenso die Größe und Geometrie der Empfangsantenne am Raumfahrzeug.
- Atomuhr, meistens eine Wasserstoff-Maser-Uhr, häufig auch redundant
- Globales Navigationssatellitensystem, z. B. GPS-TDAF zur präzisen Ortsbestimmung
- unterbrechungsfreie Stromversorgung
- Kühleinrichtung für die Empfänger
- Datenverarbeitungsanlagen und Zwischenspeicherung
- Breitbandverbindung zur Missionskontrolle
- sonstige Kommunikationseinrichtungen, Richtfunkverbindungen oder Verbindungen zu Kommunikationssatelliten
- Einrichtungen zur Teilnahme an VLBI
- Technische Unterstützung, Personal und Einrichtungen für Betrieb und Unterhalt.

Einrichtungen, die für den Betrieb notwendig sind, sich aber häufig an anderen Orten befinden, möglicherweise auch in einem anderen Land oder auf einem anderen Kontinent:
- Missionskontrolle
- Kodierer/Dekodierer
- Datenauswertung
- Datenarchivierung
- Korrelator
- Optional gibt es eine designierte Antenne oder Antennenstation, die während Wartungsarbeiten oder bei einem ungeplanten Ausfall die Funktion kurzfristig als Backup übernehmen kann.

## Aufgaben
- Empfang von Telemetrie der Raumfahrzeuge
- Sammeln von Daten zur Entfernungsbestimmung, Positionsbestimmung, Geschwindigkeitsbestimmung, Kursbestimmung. Dafür können verschiedene Techniken eingesetzt werden z. B. Doppler-Verschiebung oder Laufzeitmessungen, sowie Delta-DOR. Viele dieser Verfahren sind spezielle Triangulationen und setzen eine entfernte weitere Deep-Space-Station voraus.
- Senden von Flugbefehlen an das Raumfahrzeug
- Empfang der Daten der Nutzlasten
- Bei bemannten Missionen Liveübertragung von Vitaldaten, Sprechfunk, Kamerabildern und Video
- Empfang von Nebenkeulen und Streusignalen von geostationären Satelliten mit Richtantennen. Mit dieser Fähigkeit lassen sich Satelliten retten, deren Antennen falsch ausgerichtet sind.
- Nutzung zur Spionage durch Anzapfen der Streusignale von Richtfunkverbindungen, Kommunikationssatelliten etc. ist möglich.

Nicht zu den Aufgaben gehört die Bahnverfolgung der Trägerrakete und des Raumfahrzeugs während und nach der Startphase und in niedrigen Erdumlaufbahnen, dafür sind Trackingstationen zuständig. Nicht zu den Aufgaben gehört die Berechnung der Flugbahnen und die Auswertung der Telemetrie oder die Überwachung des Zustands des Raumfahrzeugs, dafür ist die Missionskontrolle zuständig. Nicht zu den Aufgaben gehört die Auswertung der Missionsdaten, dafür ist die wissenschaftliche Missionskontrolle zuständig.

## Nutzung als Radioteleskop und Teilnahme VLBI
Wenn die Station zeitweise keine Daten von und zu einer Mission übertragen muss, kann die Anlage allgemein als Radioteleskop im Dienst der Forschung und der Geodäsie verwendet werden. In dieser Eigenschaft kann sie an VLBI-Messungen teilnehmen und bei der Erstellung von Quasarkatalogen unterstützen. VLBI-Messungen haben auch für die Station einen Nutzen, denn damit kann umgekehrt wiederum der Standort der Station genauer bestimmt werden und die vermessenen Quasare können zur Kalibrierung genutzt werden. Die Qualität von vielen Messungen hängt von der genauen Bestimmung der eigenen Position bis in den Bereich von wenigen Millimetern ab. Mit diesen Methoden lassen sich die Verschiebungen zwischen den Kontinenten im Bereich von wenigen Zentimetern messen. Eine gewisse Zeit für den Wissenschaftsbetrieb wird somit oft von vornherein eingeplant. Deep-Space-Stationen, die von einer Raumfahrtagentur außerhalb der Jurisdiktion betrieben werden, erkaufen sich meistens die Genehmigung für den Betrieb auf fremder Erde mit zeitlichen Nutzungsrechten durch lokale Weltraumagenturen oder wissenschaftliche Institute. Ebenso ist es möglich Antennenzeit mit anderen Weltraumagenturen zu tauschen oder zu handeln.

## Weltweite Deep-Space-Stationen und Netzwerke
| Kashgar |

| Jiamusi |

| Kunming |

| Miyun |

| Tianma |

| Ürümqi |

| Wuqing |

| FAST |

| Zapala |

| Goldstone |

| Madrid |

| Canberra |

| New Norcia |

| Cebreros |

| Malargüe |

| Usuda |

| Uchinoura |

| Byalalu |

| Jewpatorija |

| Galjonki |

| Medvezhi ozera |

| Kaljasin |

| Weilheim |

| Arecibo (ehemals) |

| Effelsberg |

| VLA |

| Jodrell Bank |

| Goonhilly |

| Sardinia RT |

| Parkes |

| Green Bank |

Bisher betreiben nur wenige Raumfahrtagenturen eigene Deep-Space-Stationen. Folgende Deep-Space-Stationen und -Netzwerke werden mit Stand 2021 von den jeweiligen Organisationen betrieben:
- Deep Space Network (DSN) der NASA
- Chinesisches Deep-Space-Netzwerk (CDSN)
- ESTRACK der ESA
- Russisches Deep Space Network, betrieben von Roskosmos
- Japanisches Deep Space Network der JAXA mit den Stationen Usuda/Misasa und Uchinoura.
- Indian Deep Space Network (IDSN) der indischen Raumfahrtagentur ISRO mit einer Station in Byalalu
- Bodenstation Weilheim des Deutschen Zentrums für Luft- und Raumfahrt (DLR)
- Goonhilly Satellite Earth Station, der erste und bisher einzige kommerzielle Dienstleister für Deep-Space-Kommunikation
- Ein spezieller Fall ist CSIRO, die keine eigene Deep Space Station besitzt, aber in Australien die Stationen in Canberra und New Norcia im Auftrag von NASA und ESA betreibt
- Jewpatorija befindet sich auf der Krim und war seit dem Ende der Sowjetunion ein Teil der Ukraine. Seither wurde es im Auftrag von diversen internationalen Raumfahrtagenturen und wissenschaftlichen Organisationen genutzt und mit den generierten Einnahmen unterhalten. Seit 2014 unter russischer Kontrolle

|                                                                             | NASA DSN                            | CDSN                                         | ESTRACK                             | Roskosmos         | JAXA                       | ISRO     | DLR        | Goonhilly         |
| --------------------------------------------------------------------------- | ----------------------------------- | -------------------------------------------- | ----------------------------------- | ----------------- | -------------------------- | -------- | ---------- | ----------------- |
| Bestehende Anlagen                                                          | 70 m 3 × 34 m 11 ×                  | 70 m 1 × 65 m 2 × 50 m 1 × 40 m 2 × 35 m 5 × | 35 m 3 ×                            | 70 m 2 × 64 m 2 × | 64 m 1 × 54 m 1 × 34 m 1 × | 32 m 1 × | 30 m 1 ×   | 30 m 1 × 32 m 1 × |
| Anlagen geplant oder im Bau                                                 | 34 m 1 ×                            | 110 m 1 ×                                    | 35 m 1 ×                            |                   |                            |          |            |                   |
| Bei Bedarf zuschaltbar: Ersatzsysteme oder wissenschaftliche Radioteleskope | Parkes-Observatorium VLA Green Bank | 25 m 2 × FAST                                | Stationen der Esa-Staaten Goonhilly | keine Information | 30 m 1 × 20 m 1 ×          | 18 m 1 × | Effelsberg |                   |
| Gesamt (Standardbetrieb)                                                    | 14                                  | 11                                           | 3                                   | 4                 | 3                          | 1        | 1          | 2                 |